# NSAKEY
_NSAKEY war eine Variable, die 1999 im Service Pack 5 von Windows NT 4.0 identifiziert wurde. Als Entdecker gilt Andrew Fernandes, Spezialist der Cryptonym Corporation, Morrisville, North Carolina. Eine erste Beobachtung machte jedoch schon der britische Experte Nicko van Someren zwei Jahre zuvor.
Der Chaos Computer Club gab – ohne das vertieft analysiert zu haben – am 3. September 1999 eine Pressemitteilung heraus, dass der Schlüssel offensichtlich für den Gebrauch durch die National Security Agency (NSA) bestimmt ist und den Schutz durch die Verschlüsselungsverfahren in der CryptoAPI des Betriebssystems von Microsoft umgehen kann.
Ebenfalls 1999 wurde bekannt, dass das große Softwareunternehmen Lotus für die NSA eine Hintertür in sein System Notes eingebaut hat. In einer vom Europaparlament in Auftrag gegebenen Studie arbeiteten unter anderem der Pariser Wissenschaftler Franck Leprevost und die deutsche EU-Abgeordnete Ilka Schröder (Bündnis 90/Die Grünen) mit. Schröder urteilte: „Die US-Giganten Microsoft, Netscape und Lotus statten ihre Software für den Export schon so aus, dass sie dem US-Geheimdienst Zugriff auf E-Mails ermöglichen.“
Microsoft bestritt umgehend die Vorwürfe. Die PC-Welt schrieb über den Schlüssel: „Eines ist er jedenfalls nicht: eine eingebaute Hintertür zum Lauschen.“
Zum Variablennamen bezog Microsoft wie folgt Stellung:

“This is simply an unfortunate name. The NSA performs the technical review for all US cryptographic export requests. The keys in question are the ones that allow us to ensure compliance with the NSA's technical review. Therefore, they came to be known within Microsoft as "the NSA keys", and this was used as a variable name for one of the keys. However, Microsoft holds these keys and does not share them with anyone, including the NSA.”

„Dies ist einfach ein unglücklicher Name. Die NSA führt die technische Überprüfung für alle kryptografischen Exportanträge der USA durch. Die fraglichen Schlüssel ermöglichen es uns, die Einhaltung der technischen Überprüfung durch die NSA zu gewährleisten. Daher wurden sie innerhalb von Microsoft als "die NSA-Schlüssel" bekannt, und dies wurde als Variablenname für einen der Schlüssel verwendet. Microsoft ist jedoch im Besitz dieser Schlüssel und gibt sie nicht an Dritte weiter, auch nicht an die NSA.“